# Лемтранс
Лемтранс — найбільша приватна транспортно-експедиторська компанія України, що надає повний комплекс послуг з перевезення вантажів залізничним транспортом.
Основними напрямками діяльності є: організація перевезень власним рухомим складом, транспортно-експедиторське обслуговування внутрішніх і експортно-імпортних вантажоперевезень, ремонт рухомого складу, а також інформаційний супровід руху вантажів.
Власний парк компанії складає більше 20 000 одиниць рухомого складу.
Для виконання поточного контролю та управління на Придніпровській залізниці ТОВ «Лемтранс» представлена філіалом в місті Дніпро. Планові види ремонту вантажних вагонів здійснюється в орендованих депо м. Волноваха та м. Дніпродзержинськ.
ТОВ «Лемтранс» — перший експедитор України, який отримав сертифікат Міністерства транспорту на експедиторську діяльність.
Компанія є членом Міжнародної федерації експедиторських асоціацій (FIATA), дійсним членом Асоціації Міжнародних Експедиторів Україна, ліцензованим оператором з перевезення вантажів у власному (орендованому) рухомому складі.
Стратегія розвитку компанії передбачає збільшення долі ринку та обсягів перевезення вантажів, у тому числі за рахунок придбання нових піввагонів та ремонту існуючого парку, а також підвищення ефективності використання вагонного парку шляхом скорочення порожнього пробігу.

## Керівництво
- з 2009 р. — Мезенцев Володимир Анатолійович[2]

## Основні показники
Сьогодні ТОВ «Лемтранс» експлуатує понад 20 тисяч одиниць рухомого складу.
Річний обсяг перевезення за підсумками 2016 року становить 60,2 млн тонн.
В управлінні були компанії: ТОВ «Донбаське транспортно-промислове підприємство» (Донпромтранс) і ТОВ «Керченський стрілочний завод», які зараз переходять до структури «Трансінвест холдингу».
За даними журналу «ТОП-100. Рейтинг лидеров бизнеса Украини», компанія «Лемтранс» входить до числа найбільших платників податків в Україні.

### Міжрегіональний промисловий союз
Відповідно до частки статутного капіталу, «Лемтрансу» на 99 % належить заснований у 2000 р. «Міжрегіональний промисловий союз», відомий як найбільша на той час в Україні приватна залізнична компанія, що впровадила низку масштабних інвестиційних проектів у галузі залізничного транспорту, виробництва стрілочних переводів, будівництва піввагонів..

## У власності
100 % статутного капіталу Лемтранс належать «Систем Кепітал Менеджмент»

## Прибуток
За даними видання «Дзеркало Тижня», станом на травень 2012 року, за оцінками ІК «АРТ-Капітал», річна виручка «Лемтранс» становить близько 3,8 млрд грн., чистий прибуток — близько 480 млн грн., EBITDA — близько 750 млн грн.
У 2012 році компанія вперше попала до рейтингу Deloitte «500 найбільших компаній Центральної Європи», складений на основі даних про консолідовані прибутки компаній за 2011 фінансовий рік. «Лемтранс» з прибутком у 550,5 млн євро посів 435 місце.
В 2013 році компанія посіла 279 місце, збільшивши виручку на 44,6 %. Як повідомляє Forbes Ukraine, у 2011 р. із вантажообігом більш ніж 40 млн тонн виторг склав 6,1 млрд грн., прибуток — 754 млн грн.